# Jorge Moitinho Dória
Jorge Moitinho Dória (Rio de Janeiro, 26 de julho de 1899 – Rio de Janeiro, 9 de dezembro de 1972) foi um médico brasileiro.
Doutorado pela Faculdade Nacional de Medicina em 1923, defendendo a tese “Quistos e Pseudo-Quistos Pancreáticos”. Foi eleito membro da Academia Nacional de Medicina em 1940, sucedendo Joaquim Antonio de Oliveira Botelho na Cadeira 29, que tem Daniel de Oliveira Barros D'Almeida como patrono.